# Cleptón
Un cleptón o kleptón (del griego κλεπτο-, 'robar' y taxón) en biología se refiere a una especie que requiere cruzarse con otra estrechamente emparentada para poder completar su ciclo reproductivo.